# Hermann Millakowsky
Hermann Millakowsky, gebürtig Chaim Mileÿkowskÿ (* 27. Juli 1890 in Memel, Ostpreußen, Deutschland; † 12. Februar 1987 in Beverly Hills, Kalifornien, Vereinigte Staaten), war ein deutscher Filmproduzent.

## Leben und Wirken
Hermann Millakowsky absolvierte ein Studium an der Universität von Königsberg, das er mit der Promotion abschloss. Anschließend fand er Beschäftigung als Zeitungsreporter in Berlin. Gleich nach Ende des Ersten Weltkriegs, von 1919 bis 1924, arbeitete Millakowsky in einer Bank. Als Nachfolger von Mutz Greenbaum und Constantin J. David wurde er 1926 von der Greenbaum Film GmbH eingestellt. Für sie wirkte er bis 1932 als Generalmanager und Produzent. Millakowskys größter Erfolg wurde 1931 das frühe Tonfilmlustspiel Die Privatsekretärin mit Renate Müller in der Titelrolle. Aus der Umwandlung der Nero Tonfilm GmbH ging im September 1931 die Thalia-Filmgesellschaft m.b.H. hervor, deren Geschäftsführer Millakowsky wurde. Im Dezember gründete Millakowsky ein eigenes Unternehmen mit der H. M. Films GmbH.
Infolge der Machtergreifung durch die Nationalsozialisten 1933 musste der Jude Millakowsky die Filmproduktion einstellen und floh daraufhin nach Frankreich. In Paris gründete er die Milo-Films, mit der er bis 1939 mehrere Unterhaltungsstreifen unter der Regie weiterer Exilanten wie Max Ophüls, Robert Wiene und Victor Tourjansky herstellte. Als seinen Verleihchef stellte er 1937 den gleichfalls vor den Nazis geflohenen jüdischen Kollegen Gabriel Levy ein. Ein weiteres berufliches Standbein Millakowskys wurde die Akquisition von Büchern und Manuskripten sowie deren Rechtesicherung.
Nachdem die Wehrmacht 1940 in Frankreich einmarschiert war, floh Hermann Millakowsky 1942 via Casablanca nach New York. In Hollywood versuchte er als unabhängiger Produzent mit wenig Fortüne weiterhin Filme herzustellen, doch konnte der Ostpreuße, der in den USA seinen Vornamen Hermann um ein „n“ verkürzte, nur B-Filme für die Firmen Monogram Pictures und Republic Pictures umsetzen. In den 1950er Jahren vorübergehend nach Europa zurückgekehrt, gelang Hermann Millakowsky 1954 letztmals die Produktion eines wichtigen Filmstoffs: Mit Ingrid Bergman und Mathias Wieman in den Hauptrollen ließ er von Bergman-Ehemann Roberto Rossellini die Stefan-Zweig-Novelle „Angst“ verfilmen. Noch im selben Jahr kehrte Hermann Millakowsky nach Kalifornien heim und verbrachte dort seinen Lebensabend. Seine 1894 geborene Ehefrau Rachel starb bereits im November 1975, er selbst im Februar 1987 im Alter von 96 Jahren.

## Filmografie
- 1927: Der Meister der Welt
- 1927: Die drei Niemandskinder
- 1927: Der goldene Abgrund
- 1928: Der Präsident
- 1928: Der Adjutant des Zaren
- 1928: Die Republik der Backfische
- 1929: Spielereien einer Kaiserin
- 1929: Der Günstling von Schönbrunn
- 1930: Es gibt eine Frau, die Dich niemals vergißt
- 1930: Der König von Paris
- 1930: Zwei Welten
- 1931: Die Privatsekretärin
- 1931: Opernredoute
- 1931: Eine Nacht im Grand-Hotel
- 1932: Zigeuner der Nacht
- 1932: Glück über Nacht
- 1934: Antonia, romance hongroise / Temptation
- 1935: Schwarze Augen (Les yeux noirs)
- 1936: Wolgaschiffer (Les bateliers de la Volga)
- 1937: Yoshiwara
- 1937: Dunja (Nostalgie)
- 1938: Ultimatum
- 1939: Rappel immédiat
- 1943: Women in Bondage
- 1944: Faces in the Fog
- 1945: Girls of the Big House
- 1946: Murder in the Music Hall
- 1952: Bal Tabarin
- 1954: Angst (La paura)